# Смирнов, Семён Сергеевич
Семён Серге́евич Смирно́в (1901, станция Зима, Иркутская губерния, Российская империя — 26 марта 1985, Днепродзержинск, Украинская ССР, СССР) — советский государственный деятель, секретарь Днепродзержинского горкома КП(б)У, председатель исполнительного комитета Днепродзержинского городского совета депутатов трудящихся Днепропетровской области.

## Биография
Родился на станции Зима Великой Транссибирской железной дороги в семье рабочего. С одиннадцати лет работал разносчиком газет в городе Тюмени. Затем работал токарем чугунолитейного механического завода, токарем железнодорожных мастерских.
В декабре 1919—1923 г. — в Красной армии. Участник Гражданской войны в России, участвовал в боях против войск адмирала Колчака и барона Врангеля. Служил красноармейцем, секретарём партийного бюро полка, уполномоченным отдела дивизии.
Член РКП(б) с 1920 года.
После демобилизации становится чекистом — работал в органах Государственного политического управления (ОГПУ). Был инструктором окружного комитета ВКП(б).
Окончил Всесоюзный коммунистический сельскохозяйственный университет имени И. В. Сталина в Ленинграде, учился в аспирантуре.
В 1933—1935 гг. — инструктор Днепропетровского областного комитета КП(б)У.
В 1935—1941 гг. — секретарь партийного комитета строительного треста «Дзержинскстрой» в Днепродзержинске; заведующий отделом пропаганды и агитации Днепродзержинского городского комитета КП(б)У Днепропетровской области.
В июне 1941 — октябре 1943 — в рядах Красной армии. Участник Великой Отечественной войны. Служил с декабря 1941 по февраль 1943 года заместителем начальника эвакуационного госпиталя № 3107 по политической части. В феврале 1943 года получил тяжёлую контузию, стал инвалидом II-й группы. После демобилизации вернулся в Днепродзержинск.
В октябре 1943—1948 — 2-й, 1-й секретарь Днепродзержинского городского комитета КП(б)У Днепропетровской области.
В 1948—1961 гг. — председатель исполнительного комитета Днепродзержинского городского совета депутатов трудящихся Днепропетровской области.
С 1961 года — персональный пенсионер союзного значения. После выхода на пенсию возглавлял один из внештатных отделов Днепродзержинского городского комитета КПУ.

## Звание
- капитан

## Награды
- орден Трудового Красного Знамени;
- Орден «Знак Почёта» (23.01.1948);
- орден Красного Знамени;
- орден Отечественной войны 2-й степени (30.05.1951);
- медали;
- Почётная грамота Президиума Верховного Совета УССР.